# رشته‌کوه کوش‌کولاک
رشته‌کوه کوش‌کولاک (انگلیسی: Koshkulak) یک رشته‌کوه در خاکاسیای کشور روسیه است.